# Michele Stefani
Michele Stefani (Vigo Rendena, 18 agosto 1948 – Madonna di Campiglio, 19 aprile 2024) è stato un allenatore di sci alpino, sciatore alpino e dirigente sportivo italiano.

## Biografia
Michele Stefani nacque il 18 agosto 1948 a Vigo Rendena, frazione del comune di Porte di Rendena in provincia di Trento. 
Sciatore polivalente con maggior propensione alle prove veloci, debuttò in campo internazionale in occasione della 3-Tre 1967, il 3 febbraio a Madonna di Campiglio in discesa libera (28º) e in Coppa del Mondo due giorni dopo nella medesima località in slalom speciale (32º); nel massimo circuito internazionale conquistò il primo piazzamento a punti il 24 gennaio 1969 a Megève in discesa libera (9º), il miglior risultato il 18 febbraio 1971 a Sugarloaf nella medesima specialità (4º) e l'ultimo piazzamento a punti il giorno successivo nelle medesime località e specialità (7º). Sempre in discesa libera colse anche l'ultimo piazzamento nel circuito, il 7 gennaio 1973 a Garmisch-Partenkirchen (29º), e prese per l'ultima volta il via, il 13 gennaio seguente a Grindelwald senza completare la prova a causa di una caduta: fratturatosi il femore, non riuscì più a tornare alle gare. Non prese parte a rassegne olimpiche o iridate.
Dopo il ritiro intraprese la carriera di allenatore: nel 1974 fu responsabile del settore femminile del Comitato Trentino, dal 1975 al 1980 fu responsabile della nazionale italiana femminile, quindi del settore giovanile maschile e infine, nel 1987, dei velocisti della nazionale maggiore. Come tecnico dirigente nel 1989 divenne delegato FIS e per un decennio fu direttore di pista della 3-Tre di Madonna di Campiglio.
Morì a Madonna di Campiglio il 19 aprile 2024 all'età di 75 anni.

## Palmarès

### Coppa del Mondo
- Miglior piazzamento in classifica generale: 28º nel 1971

### Coppa Europa
- 3 podi[1]

### Campionati italiani
- 1 medaglia[9]:
  - 1 bronzo (combinata nel 1970)

### Campionati italiani juniores
- 1 oro (slalom speciale nel 1967)[1][2]